# Iris Eichenberg
Iris Eichenberg (Göttingen, 1965) es una artista, orfebre y educadora alemana. Eichenberg se graduó en la Academia Gerrit Rietveld de Ámsterdam en 1994.

## Trayectoria
Estuvo dando clase en  a Academia Gerrit Rietveld desde1996 y fue jefa del Departamento de Joyería entre 2000 y 2007. Fue Artista Residente y Jefa del Departamento de Metalistería en la Academia de Arte Cranbrook en Bloomfield Hills, Míchigan desde 2006.
La reseña del Museo de Arte Cranbrook sobre su obra para la exposición "Bend" en el Museo de Arte Cranberg en 2014 señaló que su trabajo es un conjunto original de artesanía y joyería.
Dora Apel escribió sobre el arte de Eichenberg que transmiten une spiritu  que reflexiona sobre la construcción de un hogar y nuestro lugar en el mundo, relacionadolo con el cuerpo.También dice que produce efectos sensoriale y emocionales para explorar las esturcturas del sentimiento.
Las obras de Eichenberg se encuentran en colecciones permanentes del Museo de Artes y Diseño, el Rijksmuseum, el Museo Metropolitano de Arte, el Museo Stedelijk de Ámsterdam, el Museo Schmuck de Pforzheim, la Fundación Nacional de Arte Contemporáneo de París y el Museo de Bellas Artes de Houston. Sus exposiciones colectivas han sido expuestas enmuseos internacionales como Victoria and Albert Museum, el Museum of Art and Design, la Fundação Calouste Gulbenkian, CaixaForum, el Frans Hals Museum, el Sainsbury Centre for Visual Arts y el Museum Boymans van Beuningen.

### Exposiciones individuales
Entre sus numerosas exposiciones individuales se encunetran Manos de plexiglás Chatelaine, Museo Metropolitano de Arte, 2007 ; Años rosas después, Galería Ornamentum, 2009 Pájaros extraños, Galería Ornamentum, 2012 Serie X, Museo de Arte Cranberg, 2014. también en Alemania expuso Serie real, Galería Ornamentum en 2015 y en esa misma galeria pero esta vez en 2017 expuso No deseoEn la galeria norteamericana de Detroite xpuso Kein Ort Nirgends ("No Place Anywhere") y Moreland, Simone DeSousa Gallery, 2017,Dos años más tarde en esa misma ciudad expusoUtilidad inútil, Museo de Arte Contemporáneo de Detroit, 2019.
Anteriormente ya había expuesto en exposiciones colectivas como en Londres,"Collect", Galería Saatchi, Londres, 2009; en dos mas en los EEUU en 2011 y 2017, "Poniendo la mesa", Museo de Arte Contemporáneo de Detroit, también en 2011 expuso "More Land", en la Galería Simone De Sousa, 2017 y en 2018 expuso colectiavamente "Handheld", en el Museo de Arte Contemporáneo Aldrich, 2018.

## Premios y reconocimientos
- 1994 — Premio de la Academia Gerrit Rietveld [6]
- 1999 — Artista residente, EKWC, s'-Hertogenbosch, Países Bajos [14]
- 1999 — Premio Herbert Hofmann (Schmuckszene Munich)[6]
- 1999, 2001 — Residencias: Centro Europeo de Cerámica en Den Bosch[6]
- 2000 — Premio de Estímulo Artístico del Fondo de Ámsterdam para las Artes[6]
- 2002, 2005 —Becas de incentivo de la Fundación Holandesa para las Artes Visuales, el Diseño y la Arquitectura.[4]